# Phasis argyroplaga
Phasis argyroplaga är en fjärilsart som beskrevs av Dickson 1967. Phasis argyroplaga ingår i släktet Phasis och familjen juvelvingar. Inga underarter finns listade i Catalogue of Life.